# Sede titolare di Sinide
Sinide (in latino: Sinidensis) è una sede titolare soppressa della Chiesa cattolica.

## Storia
Gli Annuari Pontifici dell'Ottocento menzionano una sede Sinitensis, italianizzata in Sinita o Sine, in Armenia. La revisione delle sedi titolari effettuata nel 1884 ha modificato le indicazioni relative a questa sede, chiamata Sinidensis, dalla località di Sinis (Sinide) nell'Armenia seconda, sede di una diocesi suffraganea di Melitene.
Tuttavia nessuna Notitia Episcopatuum del patriarcato di Costantinopoli menziona Sinide tra le suffraganee di Melitene, motivo per cui questa sede titolare non compare più nell'Index sedium titularium del 1933, sostituita dalla sede Sinitensis (Siniti in Numidia).
Sotto i titoli Sinitensis o Sinidensis, gli Annuari Pontifici riportano 6 vescovi: Giacomo Luigi Fontana (1817-1838), Pierre-Antoine Papin (1838, vescovo eletto), Eugène-Jean-Claude-Joseph Desflèches (1840-1883), Bernardo Caetani d'Aragona (1883-1889), Philippe-Prosper Augouard (1890-1915) e Hermann Joseph Esser (1917-1926). Eccetto quest'ultimo, Catholic Hierarchy assegna gli altri vescovi alla sede titolare di Siniti in Numidia, istituita però solo nel 1933.

## Cronotassi dei vescovi titolari
- Hermann Joseph (Thomas) Esser, O.P. † (18 giugno 1917 - 13 marzo 1926 deceduto)